# Marek Edelman
Marek Edelman (1919 ou 1922 — 2 de outubro de 2009) foi um político, ativista e cardiologista judeu-polonês.
Antes da Segunda Guerra Mundial ele trabalhou como ativista. Durante a guerra, ele co-fundou a Organização Judaica de Combate. Participou em 1943 do Levante do Gueto de Varsóvia, tornando-se seu líder depois da morte de Mordechaj Anielewicz. Ele também participou da grande Revolta de Varsóvia de 1944. Antes de sua morte, em 02 outubro de 2009 Edelman foi o último líder sobrevivente da Revolta do Gueto de Varsóvia.
Depois da guerra ele permaneceu na Polônia trabalhando como um famoso cirurgião. A partir dos anos 1970, ele colaborou com a Comissão de Defesa dos Trabalhadores de outros grupos políticos que apoiavam o regime comunista na Polônia. Como um membro do Solidariedade, ele participou da mesa redonda dos poloneses de 1989.
Após as transformações pacíficas de 1989, ele foi membro de vários partidos de centro e liberal. Ele também escreveu livros que documentam a história da resistência durante a guerra contra a ocupação nazista.